# Hablot Knight Browne
Hablot Knight Browne (12 de julho de 1815 – 8 de julho de 1882) foi um artista britânico. Conhecido como Phiz, ilustrou livros de autores como  Charles Dickens, Charles Lever e Harrison Ainsworth.

## Biografia

### Juventude
De ascendência huguenote, Hablot Knight Browne nasceu em Lambeth, Inglaterra, em 1815, sendo o décimo-quarto filho de Catherine e William Loder Browne. Ao completar sete anos, seu pai abandonou a família, alterando o sobrenome para Breton e mudando-se para a Filadélfia, onde tornou-se conhecido por suas aquarelas. 
Hablot passou a ser tutorado pelo gravador William Finden, obtendo no estúdio deste sua única formação artística. Sentindo-se inadequado para a gravura, abandonou a técnica após ser premiado pela Society of Arts por um desenho de John Gilpin, abraçando outros métodos artísticos com a intenção de tornar-se pintor.

### Carreira artística
Na primavera de 1836, Browne conheceu Charles Dickens. Na época, o autor procurava alguém para ilustrar seu livro Pickwick, pois Robert Seymour, que havia trabalhado na edição original, cometera suicídio.
As duas primeiras gravuras de Browne para o livro foram assinadas com o pseudônimo "Nemo", alterado na terceira para "Phiz" pois, de acordo com ele, harmonizava melhor com o pseudônimo "Boz", de Dickens. Os dois eventualmente tornaram-se amigos, e Browne acabou por ilustrar dez outras obras do autor.
Além do trabalho com Dickens, ilustrou mais de vinte livros de Charles Lever e alguns romances de Harrison Ainsworth e Frank Smedley. Continuou sendo empregado continuamente pelas editoras até cair doente em 1867. Após uma breve recuperação, produziu diversas xilogravuras, mas seu estado de saúde continuou em declínio, culminando com sua morte em julho de 1882.
Quatro de suas ilustrações foram lançadas como selos pelo Royal Mail em 2012 para celebrar os 200 anos de nascimento de Charles Dickens.